# Tom Kmiec
Tom Kmiec, né le 31 juillet 1981 à Gdańsk en Pologne, est un recherchiste, attaché politique et homme politique canadien.
Membre du Parti conservateur du Canada, il est député de la circonscription de Calgary Shepard à la Chambre des communes du Canada depuis l'élection fédérale d'octobre 2015.

## Biographie
Tom Kmiec naît le 31 juillet 1981 à Gdańsk en Pologne. Sa famille déménage au milieu des années 1980 au Québec où il grandit. Il détient un baccalauréat en science politique de l'Université Concordia et une maîtrise en gouvernement américain avec une concentration en terrorisme et sécurité intérieure de l'université Regent (en), une université chrétienne privée située à Virginia Beach, en Virginie. En 2005, il déménage à Calgary.
Militant du Parti conservateur du Canada, il travaille comme conseiller auprès de Jason Kenney pendant son mandat de ministre de la Citoyenneté, de l'Immigration et du Multiculturalisme, avant de passer quatre ans dans le secteur privé. Il revient à la politique lors des élections fédérales canadiennes de 2015 en se présentant pour le Parti conservateur dans la circonscription de Calgary Shepard qu'il remporte avec 65,9 % des voix et une majorité de 27 327 voix devant le candidat libéral, Jerome James.
Lors de la course à la direction du Parti conservateur en 2017, Tom Kmiec soutient Maxime Bernier. Il est coprésident de la campagne de Bernier en Alberta.
Kmiec est réélu en 2019 avec 75 % des voix et en 2021 avec 60,3 % des voix.